# (4597) Consolmagno
(4597) Consolmagno est un astéroïde de la ceinture principale.

## Description
(4597) Consolmagno est un astéroïde de la ceinture principale. Il fut découvert le 30 octobre 1983 à l'observatoire Palomar par Schelte J. Bus. Il présente une orbite caractérisée par un demi-grand axe de 2,61 UA, une excentricité de 0,12 et une inclinaison de 4,9° par rapport à l'écliptique.
Il a été nommé d'après Guy Consolmagno, directeur de l'Observatoire du Vatican.

## Compléments